# 段义宗
段义宗（？—923年），南诏及大长和的政治家、诗人，官至布燮（清平官）。当时唐朝为了与南诏讲和，将公主许配给隆舜。南诏对和亲极为重视，立即派通汉文、能文辞的宰相赵隆眉、杨奇鲲和段义宗等人一起出使成都，朝僖宗行在，迎娶公主。三人到达成都时，受到了唐朝的隆重接待。高骈上书让朝廷厚待使臣，并让他们多呆些时日以稳定局面，促成和亲。
914年，大长和入侵前蜀，遭惨败，派段义宗与判官赞卫姚岑出使成都。段义宗出使前蜀后被扣留，被迫削发为僧，号称“大长和国左街崇金寺赐紫沙门银钵”。在蜀地居留期间，段义宗写了不少诗，留传下来的有5首，为存诗最多的南诏大长和国诗人，其“谈论敷奏道理，一歌一咏，捷应如流”。由于段义宗才思敏捷，擅长文辞，留蜀期间受到了很高的待遇，为前蜀后主王衍的座上客。其诗颇为超脱，充满佛教的玄机妙理，诚属佳作。段义宗另有《题三学院经楼》二首，也深受时人好评。段义宗在蜀地滞留日久，作《思乡》诗诉说归乡的想法：“泸北行人绝，云南信未还。庭前花不扫，门外柳谁攀。坐久消银烛，愁多减玉颜。悬心秋夜月，万里照关山。”《思乡》后被载入《全唐诗》。一说《思乡》为南诏世隆清平官董成所作。又有诗作《题大慈寺芍药》《题判官赞卫有听歌妓洞云歌》和《思乡》等，被誉为“如此制作，实为高手”。《洞云歌》在蜀中竞相传抄，风行一时，当他就要归国时，却被人暗中下毒，不幸去世。